# 复旦大学附属华山医院
复旦大学附属华山医院，与中国红十字会华山医院一个机构两块牌子，是位于中国上海市静安区乌鲁木齐中路12号的一所三级甲等医院（1992年首批通过），是复旦大学的附属医院、复旦大学上海医学院的教学医院、中国红十字会直属医院。
华山医院创建于1907年，是由中国紅十字會成立的民營医院，即中国红十字会总医院、中国红十字会第一医院。1928年以后成为国立上海医学院的教学医院。1936年曾分出部分人员，组建国立上海医学院的另一所教学医院中山医院。1955年改为上海医学院附属第一医院，1962年因医院临近华山路命名为上海第一医学院附属华山医院，2000年又因上海医科大学并入复旦大学改为今名。
华山医院的特色专业为皮肤科、神经外科、手外科、感染科、神经内科、运动医学科等，被戏称为“头大、手长、皮厚、抗感染能力强”。
2021年4月16日，国家卫生健康委以复旦大学附属华山医院为主体设置国家神经疾病医学中心、国家传染病医学中心。

## 重点学科

### 国家级重点学科
神经外科、手外科、中西医结合科、泌尿外科、神经内科、传染病学和抗生素、肾病科、心血管科、影像医学和核医学、普外科

### 上海市领先学科
临床神经医学、手外科

### 上海市临床医学中心
神经外科、手外科

## 分院

复旦大学附属华山医院（西院）

- 复旦大学附属华山医院东院（第二冠名：上海国际医院）在浦东金桥地区，毗邻碧云国际社区，距浦东国际机场25公里，于2006年4月28日正式开业。
- 复旦大学附属华山医院北院是集医、教、研于一体的三级综合性医院，是上海北部城郊居民的区域性医疗中心。2012年底，华山医院北院開業，此時有獨立建制[7]。2022年1月，华山医院北院整建制并入复旦大学附属华山医院总院，北院此後又稱华山医院宝山院区。[8]
- 复旦大学附属华山医院西院选址于虹桥国际交通枢纽，位于新虹桥国际医学中心内，其定位是“大专科、小综合”，华山医院的优势专科（神经内外科、感染科、皮肤科、康复科、中西医结合）为主要在西院设置的科室。